# Not the Messiah (He's a Very Naughty Boy)
Not the Messiah (He's a Very Naughty Boy) är humoristiskt oratorium från 2007 baserat på Monty Python-filmen Life of Brian. Oratoriet skrevs av Monty Python-medlemmen Eric Idle i samverkan med John Du Prez och framfördes första gången i Toronto under vid Luminatofestivalen. Därtill spelades oratoriet in och släpptes på DVD när det framfördes i Royal Albert Hall i London. Vid det tillfället medverkade Terry Jones, Michael Palin och Terry Gilliam från komikergruppen. Oratoriet innehåller låtar som Always look on the bright side of life, The peoples front of Judea, Hail to the Shoe, We love sheep och The lumberjack song som inte förekom i originalfilmen utan är en sketch från Monty Pythons flying circus. Stycket We love sheep är i sin tur baserat på en bortklippt scen från originalfilmen.